# Кокшамари
Кокшама́ри (рос. Кокшамары, марій. Какшамарий) — присілок у складі Звениговського району Марій Ел, Росія. Адміністративний центр Кокшамарського сільського поселення.

## Населення
Населення — 1130 осіб (2010; 1068 у 2002).
Національний склад (станом на 2002 рік):
- марі — 91 %